# سیمکا آروند
سیمکا آروند (Simca Aronde) خودرویی است که در سال‌های ۱۹۵۱ تا ۱۹۶۴تولید شده‌است.
این خودرو در کلاس خودرو خانواده قرار گرفته، طراحی آن خودروهای موتور جلو-محور عقب بوده است. 

## نگارخانه

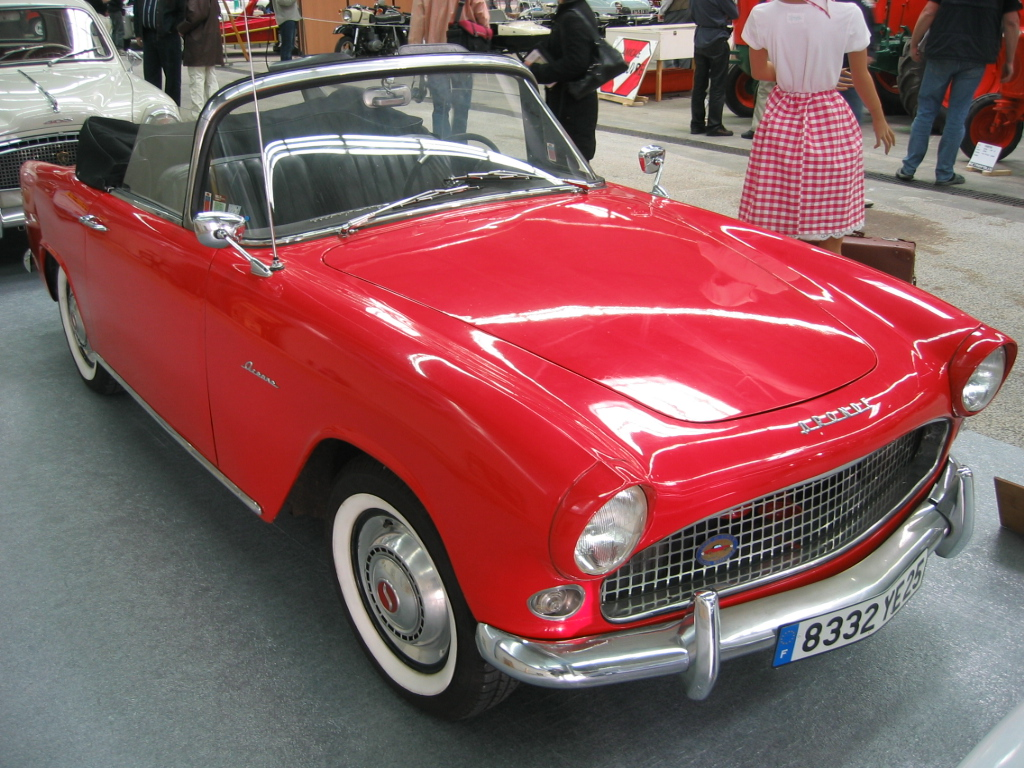
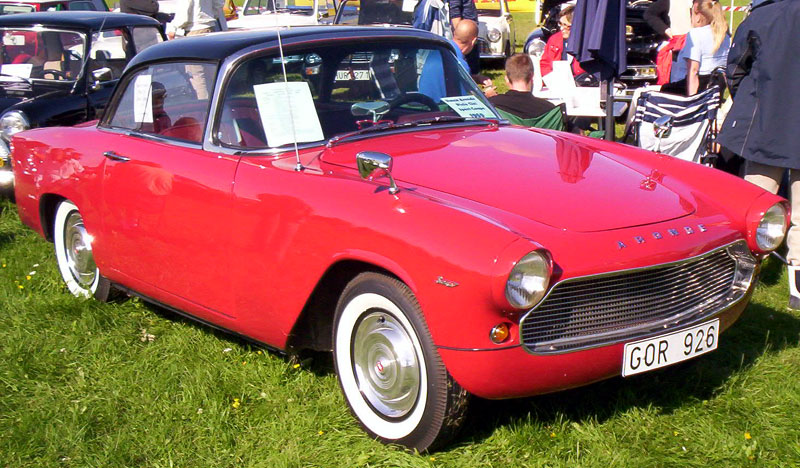
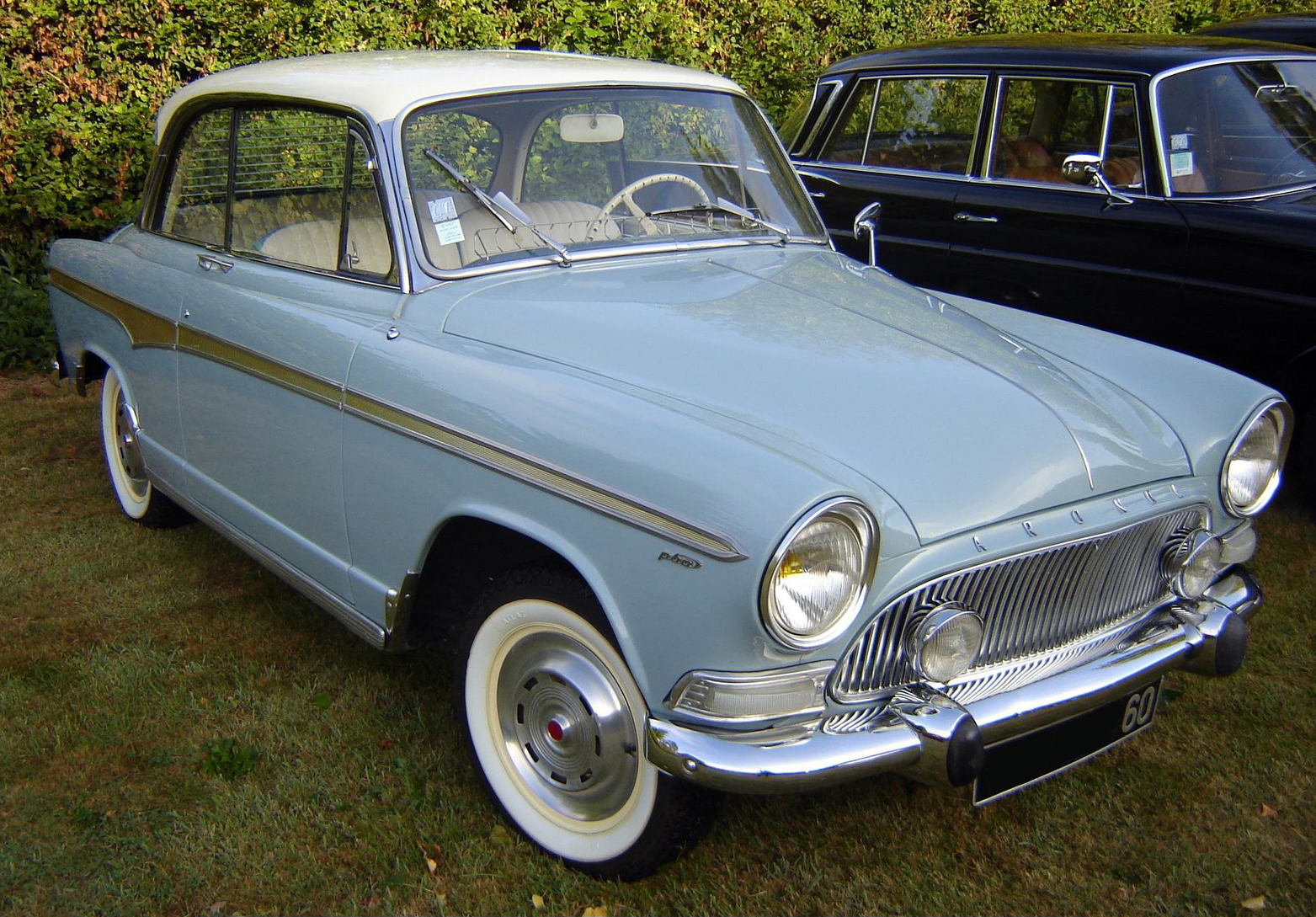